# Église Saint-Pierre de Savigny-sous-Faye
Pour les articles homonymes, voir Église Saint-Pierre.
L'église Saint-Pierre est une église catholique située à Savigny-sous-Faye, en France.

## Localisation
L'église est située dans le département français de la Vienne, sur la commune de Savigny-sous-Faye.

## Historique
L'église Saint-Pierre date du XIIe siècle, mais a été fortement remaniée à l'époque gothique. C'est un bon exemple de l'évolution des techniques de construction et des difficultés rencontrées par les artisans pour s'adapter aux évolutions architecturales, notamment pour le voûtement.
Les clefs de voûte sont aux armes d'un dauphin de France : le comte de Poitou. Elles dateraient du XVe siècle.
L'église abrite un gisant qui renfermait les reliques de saint Fort. Elles faisaient l'objet d'un pèlerinage : les mères y amenaient leurs enfants afin que le saint leur donne santé et vigueur. Le culte était si développé, même au XIXe siècle, que l'agrandissement de l'église est envisagé en 1864. 
Plus récemment l'édifice a fait l'objet d'un chantier de restauration qui a concerné aussi bien l'extérieur que la nef et le chœur, et s'est poursuivi pendant près de 10 ans. Le 6 septembre 2014, la tenue d'une "Nuit romane" a permis d'apprécier la mise en lumière du monument lors d'un concert qui a réuni une importante assistance, en présence du maire et d'un représentant du conseil régional Poitou-Charentes. 
L'édifice est classé au titre des monuments historiques depuis 1994.